# Kushimoto (Wakayama)
Kushimoto (串本町 Kushimoto-chō?) es un pueblo localizado en la prefectura de Wakayama, Japón. En junio de 2019 tenía una población estimada de 15.194 habitantes y una densidad de población de 112 personas por km². Su área total es de 135,67 km².

## Geografía

### Localidades circundantes
- Prefectura de Wakayama
  - Kozagawa
  - Nachikatsuura
  - Susami

## Demografía
Según los datos del censo japonés, esta es la población de Kushimoto en los últimos años.
| Año del censo | Población |
| ------------- | --------- |
| 1995          | 22.521    |
| 2000          | 21.429    |
| 2005          | 19.931    |
| 2010          | 18.249    |
| 2015          | 16.558    |